# 馬有岳
馬有岳（1903年3月5日—1966年6月19日），臺灣苗栗通霄客家人，花蓮地區企業、政治人物，去世半世紀後舞鶴地方人士先後為他與其摯友國田正二豎立雕像以紀念倆人的貢獻。

## 生平

### 開發瑞穗
馬有岳於1903年3月5日生於今苗栗通霄，自通霄公學校（今通霄國小）畢業後，隨家人移居花蓮港廳瑞穗區，在當地創辦農場，經營舊式糖廍和澱粉工場。他勤苦修習，曾私下購買日本中學的講習錄，以及早稻田大學的法律講義，也鑽研漢文，如《百家姓》、《千家詩》、《幼學瓊林》等等 。
1930年，國田正二奉臺灣總督府之命到瑞穗的掃叭台地（今舞鶴台地舞鶴風景區）拓墾，引進阿拉比卡種咖啡，獲得馬有岳等地方仕紳鼎力相助，才順利推展墾荒工作，使該地成為花蓮咖啡以及天鶴茶的重要產地。咖啡園面積曾多達四百公頃，咖啡回銷到日本，成為日本天皇飲品。其中以馬有岳出力最多，兩人還成為摯友、兩家族成為世交，馬有岳子女在日本念書時，即得到國田正二之子國田宏及其女兒村山八重子照顧。
1935年12月19日，馬有岳與劉昌隆、楊遠昌、賴旺枝、宋德禮、張連溪、加藤誠司、松岡藤市、山上孝便、山田忠之介、佐藤恆之達、關野鎌山、及加藤好文等人成立資本金15萬日圓的瑞穗產業株式會社。
馬有岳也參與農民運動，與友人組織「六振會」，抗爭日本的鹽水港製糖會社花蓮糖廠過分剝削蔗農，並召開記者會替受害蔗農申冤，要求製糖會社減輕剝削行為，還至宜蘭法院控訴日本移民侵占臺人的土地。但他卻反被以「反母國主義者」為由，入獄服刑四個多月。至於日本移民雖經判定緩起訴已有顧慮而收斂。

### 參與政治
馬有岳曾在臺灣總督府下的花蓮港廳作事。戰後，他被國民政府派任協助接收富里鄉，並擔任花蓮縣富里鄉鄉長兩個多月。1946年1月，他以瑞穗鄉鄉民代表之職被推派參選第一屆花蓮縣參議會參議員並當選；同年4月與其他三名縣參議員，競選臺灣省參議會第一屆參議員選舉，以第一高票當選省參議員。
二二八事件，身為省參議員和三民主義青年團花蓮分團幹事的馬有岳，與許錫謙等人組成「二二八事件處理委員會花蓮分會」，主張用和平手段解決一切政治問題。馬有岳得到南志信廣播的幫助，得以平息群眾，並拯救參與二二八的學生。但隨著國民政府軍隊第廿一師來臺，各地傳出濫殺或逮捕的消息，二二八處委會的人員也遭受迫害。他也因此被拘禁三個多月，經過縣民合撰陳情書才無罪獲釋。
卜幼夫以「台灣光復後崛起的『小要人』」形容馬有岳。馬有岳在公職上，歷任花蓮縣參議員、臺灣臨時省議會第一、二屆議員等，其間協助、配合推行重要政策如耕者有其田、公地放領與增加生產、辦理農友會訊及幹部講習制度、要求開放花蓮港為國際港、修築花東公路、興建東西橫貫公路以及蘇花鐵路（北廻鐵路）等。在黨職上，曾作為國民黨中央評議委員。在民間，還擔任亞東企業股份有限公司董事長兼總經理、臺灣土地資源開發委員會委員、臺灣高等法院成立東部分院促程委員會召集人、花蓮工業投資促進會委員、花蓮縣觀光協會理事長、花蓮汽車貨運董事長、扶風企業公司董事長等職。他也作過台灣省農會理事長，在農會期間幫助郭雨新作茶葉出口，但後因與李素春的人事鬥爭而離去農會。
1966年6月19日下午2時，馬有岳以參議員身分出席臺灣高等法院成立的「東部分院促成委會」，在擔任召集人主持會議之時，因病逝世。

## 身後
舞鶴地方人士為紀念國田正二與馬有岳的貢獻，先後在花蓮縣瑞穗鄉舞鶴台地為兩人立雕像。2010年3月23日，被譽為「舞鶴咖啡之父」的國田正二的紀念石碑在舞鶴台地由其子國田宏與時任花蓮縣長傅崐萁等共同揭碑。馬有岳雕像舉行揭碑儀式的2013年10月19日，馬有岳兒子馬正安表示將兩人塑像依傍而建，是為讓他們兩位老朋友再次聚首以延續兩家情誼。同年同月，花蓮縣政府客家事務處舉辦「花蓮情懷與志業─馬有岳及竹田村老照片」展覽。為此，兒孫們整理輯出一本《馬有岳先生事蹟輯錄》供展。致詞的前花蓮縣長吳水雲表示許多政治人物都自詡催生興建北迴鐵路有功，但馬有岳才真正有資格的首功，乃真正的「北迴鐵路之父」。 
2014歲末年終，後人將馬有岳、馬慶龍父子兩世代持有農藝化學、金屬工礦、當中包含十幾冊農林學校時期的教科用書等日文學術類書籍約約320冊，捐贈給宜蘭大學，為紀念馬有岳創辦華東工業公司而命名為「華東文庫」。